# Marco Luchetta
Marco Luchetta (Trieste, 22 dicembre 1952 – Mostar, 28 gennaio 1994) è stato un giornalista italiano.
Inviato di guerra, è stato ucciso insieme ai colleghi Alessandro Saša Ota e Dario D'Angelo mentre era in servizio per la Rai a Mostar, durante la guerra in Bosnia. In suo onore è stato istituito dal 2004 il Premio Luchetta.

## Biografia

### Esordi giornalistici
Figlio di genitori triestini, padre ingegnere e madre insegnante, Marco Luchetta trascorre la sua infanzia prima a La Spezia e poi a Mestre. Si trasferisce con la famiglia a Opicina (provincia di Trieste) all'inizio degli anni settanta. A Trieste Luchetta conclude gli studi nella sezione C del liceo classico Dante Alighieri (1973) e si iscrive all'Università della sua città alla Facoltà di Giurisprudenza. I suoi interessi sono la politica (si considera uno studente di sinistra) e lo sport (calcio e pallavolo). Gli amici di allora lo descrivono come un ragazzo pieno di vita, originale, imprevedibile e spesso burlone.
I suoi esordi nel campo del giornalismo sono all'insegna della comicità e del divertimento, prima verso il '76-'77 a Radio Sound (prima radio privata triestina dove Luchetta si occupa soprattutto di sport), poi sull'emittente privata locale Telequattro, dove diventa protagonista del programma di varietà Il Pinguino, in onda il sabato sera. Tra una battuta e l'altra, in un misto di candid camera e imitazioni, Luchetta viene apprezzato dal pubblico triestino per le sue doti comiche e interpretative. Dal 1978 scrive anche per il settimanale Trieste Sport, nella rubrica intitolata "Spagine". La sua penna tratteggia con ironia l'universo dello sport, in particolare il calcio e la figura del tifoso. La sua è una comicità genuina, talvolta dialettale e mai sopra le righe.

### Inviato di guerra
Negli anni ottanta sposa Daniela e diventa padre prima di Carolina nel 1984, poi di Andrea l'anno successivo. Continua la sua carriera a Telequattro, ma cambia completamente ruolo: si occupa del telegiornale "Fatti e commenti". Nel 1989 è giornalista professionista a tutti gli effetti, grazie ai 18 mesi di praticantato e al superamento dell'esame. Collabora anche per La Gazzetta dello Sport, come intervistatore per il megaschermo "Cosmo" allo stadio Friuli di Udine. L'occasione della stabilità professionale e dunque anche economica arriva con l'assunzione alla sede regionale della Rai del Friuli-Venezia Giulia. Qui si occupa di cronaca e sport, alternandosi tra la conduzione dei notiziari e importanti interviste da una parte e il resoconto di piccoli fatti locali dall'altra. Luchetta non ama però quest'ultimo aspetto del suo lavoro che stenta a considerare "vero giornalismo".
Nell'estate '91 l'esercito popolare jugoslavo sferra il suo attacco alla neo-indipendente Croazia e per Luchetta si presenta l'occasione di fare "vero giornalismo", testimoniando il dolore di una guerra a pochi chilometri da casa. In quei giorni Luchetta svolge i suoi primi incarichi da inviato e i servizi per i telegiornali nazionali. Luchetta nel giro di due anni e mezzo visita per sette/otto volte i luoghi del conflitto. A trascinarlo nel Balcani è la sua inarrestabile voglia di testimoniare, di far sapere alla gente i drammi, soprattutto delle creature più indifese, come i bambini. Conclude in quegli anni la sua collaborazione con la Gazzetta: a suo avviso non è coerente che un inviato di guerra si presenti ad intervistare dei calciatori. Il 28 gennaio del 1994 è a Mostar (Bosnia), teatro degli assedi sia delle forze serbe che di quelle croate, per girare un servizio per il TG1 sui "bambini senza nome", nati dagli stupri etnici o figli di genitori dispersi. Assieme ad altri due membri della troupe della Rai di Trieste, Alessandro Ota (operatore) e Dario D'Angelo (tecnico di ripresa), Luchetta raggiunge, in un quartiere musulmano assediato dai bombardamenti (parte est della città), una cantina che funge da rifugio per decine di persone tra cui molti bambini. Ma mentre si trovano in strada, una granata proveniente dalla parte ovest di Mostar (croata) uccide sul colpo l'intera troupe. A pochi passi da loro si salva un bambino, Zlatko: i corpi dei tre inviati hanno fatto da scudo all'esplosione.
Si è svolta un'inchiesta, ormai archiviata, per chiarire se la morte della troupe sia stata una fatalità o un attentato per eliminare dei testimoni scomodi.
Suo figlio Andrea ha seguito le orme paterne, divenendo a sua volta un giornalista di guerra in forza al TG1.

## Premio Luchetta
Nel 2003 è stato istituito il Premio giornalistico "Marco Luchetta", promosso dalla Fondazione Luchetta, Ota, D'Angelo, Hrovatin per i bambini vittime della guerra. Si tratta di un concorso riservato ai reportage giornalistici (articoli, servizi tv o fotografie) dedicati esclusivamente a guerre o conflitti etnici, durante i quali le condizioni di uomini, donne e soprattutto bambini sono drammatiche, ma non godono dell'attenzione giornalistica della stampa e della televisione nazionale.